# Leitir Mealláin
Leitir Mealláin (Engels: Lettermullen) is een eiland en een plaats in het Ierse graafschap County Galway. Het ligt ongeveer 55 kilometer ten westen van de stad Galway in de Connemara Gaeltacht.